# Kalliste pavonum
 (mai 2021).
Genre
Espèce
Kalliste pavonum, unique représentant du genre Kalliste, est une espèce d'opilions eupnois de la famille des Phalangiidae.

## Distribution
Cette espèce est endémique de Corse en France. Elle se rencontre au col de Verde et au col de Vizzavona

## Description
Les mâles mesurent de 1,8 à 2,0 mm et les femelles de 1,9 à 2,6 mm

## Étymologie
Cette espèce est nommée en l'honneur de Beate et Klaus Pfau.

## Publication originale
- Martens, 2018 : « A European discovery: Kalliste pavonum gen. nov., sp. nov., the smallest phalangiid species known to date (Arachnida: Opiliones: Phalangiidae). » Revue suisse de Zoologie, vol. 125, no 1, p. 155–164.